# Nemzetközi Valutaalap
A Nemzetközi Valutaalap (angolul International Monetary Fund, IMF) 1945-ben létrehozott washingtoni székhelyű szervezet, amely 2020-ban 190 tagországot számlál. A nemzetközi monetáris rendszer központi intézményét a nemzetközi pénzügyi együttműködés és az árfolyamstabilitás elősegítése, a gazdasági növekedés fokozása és a magas szintű foglalkoztatás megteremtése céljából alapították, illetve nem kis részben azért, hogy átmeneti pénzügyi segítséget nyújtson fizetési mérleggel kapcsolatos problémákkal küzdő tagországainak. A tagok meghatározott kvóta (gazdasági súlyuk) szerint járulnak hozzá az alaphoz, és a szervezettől kölcsönöket vehetnek fel adósságaik törlesztéséhez.

## Története
Az 1944-es Bretton Woods-i konferencia határozatai alapján hozták létre. A konferencián részt vevő 44 állam egy gazdasági együttműködési keret kialakítására törekedett, hogy elkerüljék az 1930-as évek nagy gazdasági világválságával járó valutaleértékelési verseny megismétlődését.  Az Alap 1947-ben kezdte meg működését, az első tűzpróbán a nyugat-európai valuták 1949. évi leértékelésekor esett át. Az Alapnak nagyon nagy szerepe volt abban, hogy a valuták leértékelése általában azonos mértékben és közel azonos időpontban következett be. A Valutaalap közreműködése nélkül könnyen kialakulhatott volna ismét egy valutaleértékelési verseny. Így az első tűzpróbán az Alap a nemzetközi valutáris együttműködés koordinálásának sikeres szervezeteként mutatkozott be.
2011 májusában hackertámadás érte a Nemzetközi Valutaalap számítógépeit. A hackerek valószínűleg megpróbáltak beférkőzni a Valutaalap levelezési rendszerébe, hogy nem nyilvános gazdasági adatokhoz férjenek hozzá. A támadás még május 14-e előtt történt.

### Vezetői

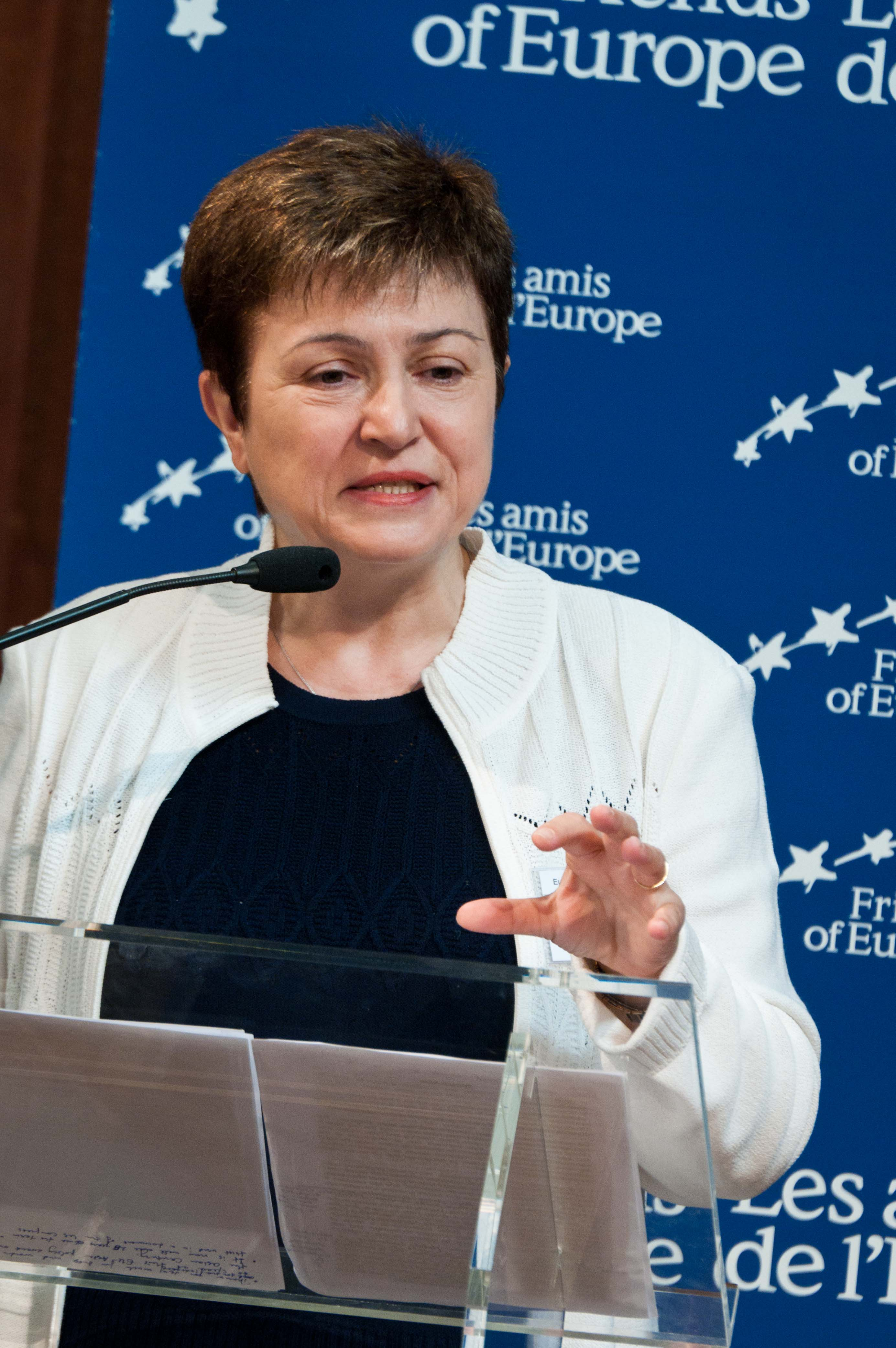
Kristalina Georgieva vezérigazgató

Hagyományosan európai – általában francia – vezérigazgatója van az IMF-nek, a Világbank elnökét pedig jellemzően az Amerikai Egyesült Államok adja. Számos fejlődő ország kritizálta ezt a gyakorlatot.
| A Nemzetközi Valutaalap vezérigazgatói | A Nemzetközi Valutaalap vezérigazgatói | A Nemzetközi Valutaalap vezérigazgatói | A Nemzetközi Valutaalap vezérigazgatói |
| Név                                    | Kezdete                                | Vége                                   | Ország                                 |
| -------------------------------------- | -------------------------------------- | -------------------------------------- | -------------------------------------- |
| Camille Gutt                           | 1946. május 6.                         | 1951. május 5.                         | Belgium                                |
| Ivar Rooth                             | 1951. augusztus 3.                     | 1956. október 3.                       | Svédország                             |
| Per Jacobsson                          | 1956. november 21.                     | 1963. május 5.                         | Svédország                             |
| Pierre-Paul Schweitzer                 | 1963. szeptember 1.                    | 1973. augusztus 31.                    | Franciaország                          |
| Johannes Witteveen                     | 1973. szeptember 1.                    | 1978. június 16.                       | Hollandia                              |
| Jacques de Larosière                   | 1978. június 17.                       | 1987. január 15.                       | Franciaország                          |
| Michel Camdessus                       | 1987. január 16.                       | 2000. február 14.                      | Franciaország                          |
| Horst Köhler                           | 2000. május 1.                         | 2004. március 4.                       | Németország                            |
| Rodrigo Rato                           | 2004. június 7.                        | 2007. október 31.                      | Spanyolország                          |
| Dominique Strauss-Kahn                 | 2007. november 1.                      | 2011. május 18.                        | Franciaország                          |
| Christine Lagarde                      | 2011. július 5.                        | 2019. szeptember 12.                   | Franciaország                          |
| Kristalina Georgieva                   | 2019. október 1.                       | hivatalban                             | Bulgária                               |

## Tagállamok
Az IMF tagországai között van az ENSZ 189 tagországa, valamint  Aruba,  Curaçao,  Hongkong,  Makaó és  Koszovó.
Korábban tagország volt  Kuba is, ám 1964-ben kilépett a szervezetből és a  Kínai Köztársaság, melyet az ENSZ tagságának visszavonását követően 1980-ban zárt ki tagjai sorából a szervezet. Azonban az IMF továbbra is nyilvántartja a területet, mint „Tajvan, kínai tartomány”.
A legutolsóként csatlakozott állam  Liechtenstein, amely 2024, október 21.-én csatlakozott a szervezethez.
Kubán kívül az ENSZ következő tagállamai nem tagjai a Nemzetközi Valutaalapnak:  Észak-Korea és  Monaco. Továbbá az ENSZ által nyilvántartott három nem tagállam ország:  Niue, a  Cook-szigetek és a  Vatikán, továbbá Koszovón kívül az összes de facto független állam.

### Magyarország tagsága
Magyarország 1982 óta tagja a Nemzetközi Valutaalapnak, részvételi kvótája 1038,4 millió SDR. Magyarországon az „1982. évi 6. törvényerejű rendelet a Nemzetközi Valuta Alap alapokmányának kihirdetéséről” fektette le az IMF jogkörét. A csatlakozás óta hazánk többször is igénybe vette a Valutaalap forrásait ún. készenléti hitelmegállapodás formájában:
- Az 1973-as majd az 1979-es olajválság, valamint a Kádár-korszakra jellemző külföldi hitelekből fenntartott (mű)jóléti politika elhúzódó kölcsönhatása miatt 1982-re államcsőd-közeli helyzetbe sodródott az ország. A csatlakozást követően 1982 decemberében történt meg az első hitelkeret folyósítása.[13][14]
- A rendszerváltás idején a politikai átalakulás egyik gazdasági támaszaként: Az államháztartás radikálisabb kiigazítása helyett legfőképp a költségvetési hiány csökkentésében jutott neki szerep 1988-ban és 1990-ben.[15] Az Antall-kormány nem tartotta be a megállapodások feltételeit, emiatt az 1991-ben aláírtnak a felét és az 1993-asnak mindössze az első részletét lehetett felhasználni.[16]
- Az 1996 márciusában kötött Magyarország elővigyázatossági hitelmegállapodás: Az IMF ezzel az 1995-ös stabilizációs programot támogatta, amely a Horn-kormány pénzügyminiszterről elnevezett Bokros-csomagként került be a korabeli közbeszédbe.[17] A program sikeres teljesítését követően 1998-ban a szervezettől felvett hiteleket teljes egészében visszafizette az ország.
- A 2008-ban kirobbant gazdasági világválság káros hatásainak enyhítésére: A magyar kormány 20 milliárd eurós kölcsönt kapott, aminek a nagy részét az IMF adta.[18] Ennek törlesztése 2013 novemberében fejeződött be.

## Célkitűzései
- Nemzetközi valutáris együttműködés érdekében konzultációs fórum biztosítása;
- Nemzetközi kereskedelmi kapcsolatok bővítése;
- Nemzetközi valutastabilitás
- Deviza-korlátozások fokozatos eltörlése;
- Fizetési egyensúly helyreállítása érdekében IMF-segítség
- Nemzetközi fizetési mérleg kiegyensúlyozás
- Statisztikai számítás alapján kvótarendszer, ennek alapján történik meg az alaptőkéhez való hozzájárulás. A kvóta határozza meg, hogy az adott ország milyen mértékű pénzügyi segítséget vehet igénybe az IMF-től
- Special Drawing Rights (SDR): különleges lehívási jog

## Tevékenysége
- Árfolyampolitikák felügyelete
- Pénzügyi hitelezés. A lehetséges hitelcsomagok:[19][20]
  - Készenléti hitelmegállapodás (Stand-By Arrangements, SBA) likviditáspótló, biztosítás jellegű keret, amiből nem feltétlenül szükséges pénzt lehívni. Jellemző nagysága az ország egyéves külső refinanszírozási szükséglete.
  - Rugalmas hitelkeret (Flexible Credit Line, FCL) szabad felhasználású keret csak erős gazdaságú országoknak.
  - Elővigyázatossági és likviditási hitelkeret (Precautionary and Liquidity Line, PLL) szigorú feltételekkel, makrogazdasági egyensúlyt helyreállító gazdaságpolitikai intézkedésekhez kötött hitelkeret.
  - Kibővített megállapodás (Extended Fund Facility, EFF) stabilizációs programok, strukturális reformok támogatására szolgáló közép- és hosszútávú hitelkeret.
  - Pénzügyi gyorssegély (Rapid Financing Instrument, RFI) „exogén sokkok”, például természeti katasztrófák miatt sürgős fizetési mérleg kiegyenlítésre szolgál.
- Technikai segítségnyújtás

Egy nemzetközi megállapodás szerint nem tárgyalhat önállóan európai uniós tagállammal az Európai Bizottság részvétele nélkül.
A hitelezés során politikai feltételeket nem támaszthat, azonban legtöbbször pénzügyi megszorító intézkedések bevezetését várja el az államoktól, amit a kormányok a szociális kiadások csökkentésével valósítanak meg. Ez általában politikai vitákhoz, valamint az IMF népszerűtlenségéhez vezet.
Alapokmánya IV. cikkelyének megfelelően rendszerint évente egyszer találkoznak az IMF és a tagországok képviselői. A szervezet gazdaságpolitikai jellemzést készít az adott országról. Az éves találkozóról jegyzőkönyv jelenik meg.

## Működése
Az IMF legfőbb döntéshozó szerve a Kormányzótanács (Board of Governors), melynek a tagállamok által kinevezett kormányzók és helyetteseik (általában az országok pénzügyminiszterei vagy központi bankjaik elnökei) a tagjai. Üléseit évente egy alkalommal tartja a Világbank-csoporttal közösen. Kizárólagos jogkörébe tartozik a tagfelvétel, a kvótameghatározás és az SDR-allokáció. A Kormányzótanács választja a vezérigazgatót is, akinek hivatali ideje 5 évre szól. A vezérigazgató a 24 tagú Ügyvezető Igazgatóság (Executive Board) vezetője, amely a mindennapi működést biztosítja. 8 tagállam (köztük az Amerikai Egyesült Államok (USA) és Kína) saját ügyvezető igazgatóval rendelkezik, míg a maradék 16 igazgató országcsoportokat képvisel.

### Szavazati súlyok
A Kormányzótanács döntéseit súlyozott szavazással hozza. A súly az országok kvótája alapján kerül meghatározásra. A 2010-es reform óta a legnagyobb szavazati súllyal rendelkező tagállamok:
1. USA: 16,74%
2. Japán: 6,01%
3. Németország: 5,87%
4. Franciaország: 4,85%
5. Egyesült Királyság: 4,85%
6. Kína: 3,65%
7. Olaszország: 3,19%
8. Szaúd-Arábia: 3,16%
9. Kanada: 2,88%
10. Oroszország: 2,69%

Az Európai Unió összesen a szavazatok több mint 30 százalékával rendelkezik.

## AZ IMF jogállása, mentességei és kiváltságai

### Az Alap jogállása
Az Alap teljes jogi személyiséggel és különösen arra vonatkozó képességgel rendelkezik, hogy:
(i) szerződéseket köt;
(ii) ingatlan és ingó tulajdont szerez és efölött rendelkezik;
(iii) bírói eljárást kezdeményez.

### Az Alap mentességei
Bírói eljárás alóli mentesség
Az Alap, annak követelései és bárhol meglevő és bárki birtokában levő vagyona mentességet élveznek a bírói eljárás minden formája alól, kivéve, amilyen körben arról az Alap, valamely eljárás céljából vagy valamely szerződés feltételei alapján, mentességéről kifejezetten lemond.
Egyéb hatósági intézkedés alóli mentesség
Az Alap vagyona és követelései bárhol és bárki birtokában legyenek, mentesek a kutatás, igénybevétel, foglalás, elkobzás, kisajátítás és a végrehajtási vagy törvényes zár alá vétel minden formája alól.
Irattárak mentessége
Az Alap irattárai sérthetetlenek.
Vagyontárgyak korlátozások alóli mentessége
Olyan mértékben, amennyiben az a jelen alapokmányban rögzített tevékenysége ellátásához szükséges, az Alap minden vagyona és követelése mentes a korlátozásoktól, rendszabályok, ellenőrzések és bármilyen természetű moratórium alól.
Adómentesség
a) Az Alap vagyona, követelései, jövedelme a jelen alapokmányban engedélyezett műveletei és ügyletei teljes adó- és vámmentességet élveznek. Az Alap mentes bármilyen adó vagy illeték beszedéséért vagy megfizetéséért való felelősség alól is.
b) Nem vethető ki adó azon fizetésekre és illetményekre, vagy azok kapcsán, amelyeket az Alap az ügyvezető igazgatóknak, helyetteseknek, tisztviselőknek vagy az Alap azon alkalmazottainak fizet, akik nem helybeli állampolgárok, alattvalók, vagy honosok.
c) Nem vethető ki semmiféle adó az Alap által kibocsátott kötelezvényekre vagy értékpapírokra, beleértve azok osztalékát és kamatát, bárki birtokában legyenek is:
(i) amely ezen kötelezvénnyel vagy értékpapírral szemben hátrányos megkülönböztetést eredményez pusztán annak eredete miatt;
(ii) ha az ilyen adózás kizárólagos jogalapjául a kibocsátás, a kijelölt vagy tényleges fizetés helye vagy valutája, vagy az Alap bármely hivatalos vagy üzleti tevékenységének helye szolgál.

### Az Alap kiváltságai
Közleményekre vonatkozó kiváltságok
Az Alap hivatalos közleményeit a tagok ugyanolyan elbánásban részesítik, mint más tagok hivatalos közleményeit.
Tisztviselők és alkalmazottak mentességei és kiváltságai
Valamennyi kormányzó, ügyvezető igazgató, helyettes, bizottsági tag, a XII. Cikk 3. szakasza alapján kinevezett képviselő, a fenti személyek valamennyi tanácsadója, az Alap tisztviselői és alkalmazottai:
(i) hivatalos minőségben végzett tevékenységük tekintetében mentesek a jogi eljárás alól, kivéve, ha az Alap e mentességről lemond;
(ii) amennyiben nem belföldi honosok, a bevándorlási korlátozások, a külföldiek nyilvántartására vonatkozó követelmények és a nemzeti szolgálati kötelezettségek tekintetében ugyanolyan mentességekben részesülnek és a devizakorlátozásokat illetően ugyanazon lehetőségeket élvezik, mint más tagok hasonló rangban levő képviselői, tisztviselői és alkalmazottai; és
(iii) utazási lehetőségek tekintetében ugyanazon bánásmódban részesülnek, mint más tagok hasonló rangban levő képviselői, tisztviselői és alkalmazottai.

## Kritikája
Joseph Stiglitz Nobel-díjas közgazdász – aki hét éven át volt Világbank és a Clinton-kormányzat vezető közgazdásza – erős kritikát fogalmazott meg az IMF akkori állapotáról a magyarul 2003-ban megjelent könyvében. Stiglitz úgy látja, hogy az IMF kölcsönökhöz szabott feltételek legalább annyiszor érintették károsan a kölcsönt felvett országot, mint ahányszor segítették azokat. A szerző sok esetben tapasztalt elfogult, sematikusan, elegendő helyismeret hiányában meghozott, helyi szakértők vitából való kizárásával hozott és végül károsnak bizonyult döntéseket. A szerző szerint az IMF egy olyan közintézmény, amely nem teljesíti azt a célt, amiért létrehozták: „azon meggyőződésből hozták létre, hogy a piacok gyakran rosszul működnek, mára a piac felsőbbrendűségének bajnokává és főideológusává lépett elő.” A szerző problematikusnak tartja, hogy az IMF, noha közintézmény, nem kérhető számon azoknak, akik működését finanszírozzák. „Az IMF-terápiák mélyítették el a válságot Thaiföldön és Indonéziában. A szabadpiaci reformok Latin-Amerikában itt-ott ugyan sikerrel jártak – Chilét szokták emlegetni –, de a kontinens többi része még mindig nem hozta be a lemaradást az 1980-as évek sikeres IMF-mentőakcióit követő úgynevezett »elveszett évtized« után.”